# Anton Bedenčič
Anton Bedenčič, duhovnik, kulturni delavec, * 21. januar 1946, Ljubljana.

## Življenje in delo
Rodil se je v Ljubljani, oče je bil Anton, delavec na železnici, mati Alojzija (rojena Boltežar), delavka in uradnica. Oče je zaradi nesreče na delu izgubil obe nogi, ko je bilo malemu Antonu komaj tri leta, a se oče ni predal usodi in je kljuboval življenjskim preizkušnjam, kar je močno uplivalo tudi na vso družino. Otroštvo in mladost je preživel v ljubljanski četrti Moste-Kodeljevo, osnovno šolo je obiskoval v Zeleni jami, zaradi šolske reforme je zadnje razrede osemletke zaključil na moščanski gimnaziji. Leta 1960 se je vpisal na salezijansko gimnazijo, a moral je v Križevce pri Zagrebu in na Reko, saj je iz političnih razlogov ni bilo v Sloveniji. Maturiral je leta 1965 na državni gimnaziji v Križevcih. Nato je odslužil obvezno vojaško službo v Pljevljih v Črni Gori. Leta 1962 je vstopil v salezijansko družbo (slov. inšpektorat sv. Cirila in Metoda), leta 1968 se je vpisal na teološko fakulteto v Ljubljani, večne zaobljube je dal 15. avgusta 1970, v duhovnika je bil posvečen 29. junija 1973 v ljubljanski stolnici. Že kot teološki študent se je Bedenčič ukvarjal z mladino na Rakovniku in v Rudniku, kjer je tudi dobil prvo službo kot kaplan. Kasneje se je eno leto izpopolnjeval v praktičnem vzgojnem delu v ukrajinskem zavodu v Rimu. Poleti leta 1974 je bil kot duhovni vodja na tržaških skavtskih taborih in septembra istega leta je nastopil v službo v tržaški škofiji, kjer je bil prvi dve leti zadolžen za versko delo s slovensko mladino in je živel v Marijanišču na Opčinah. Bedenčič je bil tudi profesor na tržaških slovenskih šolah, saj je poučeval kot suplent filozofijo na klasičnem liceju F. Prešerna v šolskem letu 1976–77, od leta 1977 do leta 1992 pa je bil profesor verouka na trgovskem tehničnem zavodu Žige Zoisa v Trstu.
Anton Bedenčič, ki se ga je kmalu oprijel vzdevek Tone, je kot navdušen planinec in alpinist uvajal v gorsko naravo mlajše in starejše. Takoj se je zelo učinkovito vključil v skavtsko gibanje in postal dejanski (od leta 1977 pa uradni) duhovni vodja Slovenskih tržaških skavtinj, po združitvi fantovske in dekliške organizacije STS, ga je škof leta 1984 imenoval za duhovnega vodjo tržaškega dela SZSO - Slovenske zamejske skavtske organizacije. Zelo je bil dejaven v skavtskem vodstvu, na srečanjih in sestankih, s sodelavci je ustanovil skavtske skupine na Repentabru, vodil verska srečanja in duhovne obnove. Vsako leto je bil duhovni vodja na enem ali celo na več tržaških poletnih skavtskih taborih.
Leta 1976 je Anton Bedenčič postal župnijski upravitelj (saj za funkcijo župnika bi moral imeti italijansko državljanstvo) na Repentabru. Hitro je začel je z obnovo na verskem, kulturnem in gospodarskem področju. V pastoralnem delu je dajal poseben poudarek skrbi za mlade (prirejal je vsako letno tedne zbranosti za strežnike in drugo mladino, od leta 1981 je organiziral vsakoletne novoletne bohinjske dnevi za tržaške srednješolce in študente). Na kulturnem področju je poživil župnijsko skupnost, saj je ustanovil in vodil otroški in mladinski pevski zbor Zvonček ter najprej ženski in nato mešani pevski zbor Repentabor. Z mladinskim zborom so večkrat nastopali med slovenskimi izseljenci po Evropi. V letu 1983 je začel z gradbeno obnovo Repentabra: popolnoma so bili obnovljeni cerkev, župnišče, srenjska hiša in obzidje. Župnijske prostore so leta 1986 poimenovali po priljubljenem župniku Emilu Westru (ob 40-letnici smrti), ki so mu leta 1992 odkrili še doprsni kip. Bedenčič je ponovno oživil tudi starodavni romarski shod na Repentabru na Veliki šmaren. Nato je sledil tudi obnovi stavbe Marijanišča na Opčinah, kjer prebiva slovenska salezijanska skupnost in kjer deluje tudi društvo Finžgarjev dom. Več let je ravnatelj in upravitelj Marijanišča. O verskih vprašanjih, duhovne misli, razne dopise je Bedenčič objavljal v Jamboru, Mladiki, Katoliškem glasu, Koledarju Goriške Mohorjeve družbe in še kje.
Od leta 2010 je Anton Bedenčič škofov vikar za Slovence v tržaški škofiji. Septembra 2025 ga bo nasledil Tomaž Kunaver.
Leta 2017 je prejel priznanje za prispevke k ohranjanju in uveljavljanju slovenske kulturne in naravne dediščine, ki ga podeljuje zavod Naša Slovenija.
Leta 2023 je praznoval zlato mašo bodisi na Repentabru kot na Kodeljevem.